# Александар Плесничар
Александар Плесничар (Крагујевац, 1880 – село Китка, Књажевац 1915) је био српски официр словеначког порекла.

## Биографија
Александар је био син лекара Ивана Плесничара, Словенца из Солкана, и Јелене Сборил из Панчева. Његов брат био је генерал Милан Плесничар. Учествовао је у Балканским ратовима и одликован је орденом за храброст. Био је коњички мајор и погинуо је током офанзиве на Србију 1915.